# .ht
.ht es el dominio de nivel superior geográfico (ccTLD) para Haití.